# ریچل شاگال
ریچل شاگال (انگلیسی: Rachel Chagall؛ زادهٔ ۲۴ نوامبر ۱۹۵۲) هنرپیشه اهل ایالات متحده آمریکا است. وی بین سال‌های ۱۹۸۷ تا ۲۰۰۶ میلادی فعالیت می‌کرد.

## بخشی از فیلمشناسی
- گابی: یک داستان واقعی (۱۹۸۷)
- قصر سفید (۱۹۹۰)
- شام آخر (۱۹۹۵)
- این رفتارت را دوست دارم (۲۰۰۶)